# Charles Wennergren

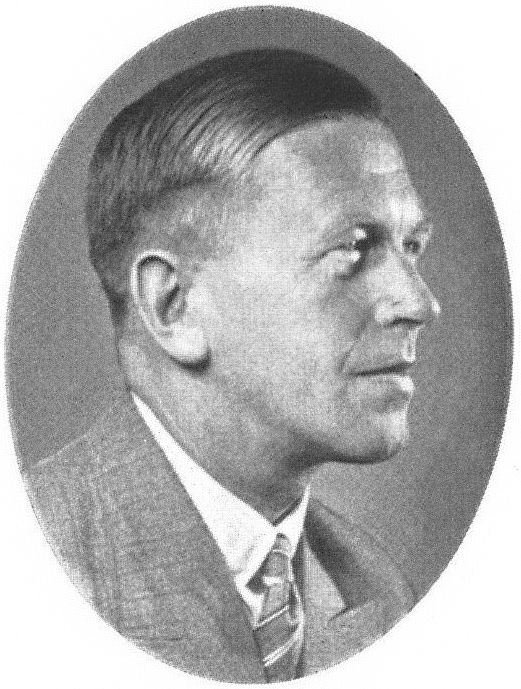
Wennergren im Jahr 1937

Charles Sven Otto Wennergren (* 7. Februar 1889 in Göteborg; † 3. Januar 1978 in Linköping) war ein schwedischer Tennisspieler.

## Biografie
Wennergren nahm 1912 an vier Tenniswettbewerben der Olympischen Sommerspiele in Stockholm teil; 12 Jahre später in Paris nahm er abermals an den Spielen teil, diesmal an allen drei Konkurrenzen. Er gewann keine Medaillen, erreichte aber in beiden Jahren das Viertelfinale im Herrendoppel. 1912 unterlag er an der Seite von Carl-Olof Nylén den späteren Goldmedaillen-Gewinnern aus Südafrika Harold Kitson und Charles Winslow in drei Sätzen. Im Jahr 1924 an der Seite von Henning Müller an gleicher Stelle.
Wennergren gewann zwischen 1911 und 1926 sechsmal den Einzeltitel bei den Schwedischen Meisterschaften. Er ging für den Linköping Tennis Klubben 
an den Start. 1928 verlor er bei seinem einzigen Einsatz für die schwedische Davis-Cup-Mannschaft sein einziges Spiel.
Wennergren war Vorsitzender für Steuerangelegenheiten in der Bezirksverwaltung ab 1916 und er überwachte dort hauptsächlich Banken. Er war mit Sigrid Ingeborg Axner verheiratet und hatte mit ihr zwei Kinder.